# Sonate pour piano no 4 de Bax
Pour les articles homonymes, voir Sonate pour piano (homonymie).
La Sonate pour piano no 4 est une œuvre pour piano du compositeur britannique Arnold Bax, composée en 1934.

## Contexte
Si Arnold Bax avait dû limiter ses interprètes à Harriet Cohen et occasionnellement à Myra Hess, cela n'aurait pas été une bonne idée. Pourtant Harriet Cohen a insisté pour être la première à jouer toute sa musique pour piano, ce qui a poussé les autres artistes à l'éviter. Elle a dû être peu satisfaite lorsqu'Arnold Bax a dédié sa quatrième sonate au pianiste irlandais Charles Lynch. Cependant la première interprétation a été faite par Harriet Cohen lors d'une tournée américaine, au Town Hall de New York, le 1er février 1934, et a été répétée à son retour au Wigmore Hall de Londres, le 18 mai de la même année.
L'influence dominante dans les années 1930 était le néoclassicisme, le renouveau des formes de danse du xviiie siècle et l'utilisation de textures plus simples et plus claires. Arnold Bax y réagit moins que d'autres, mais à partir de la fin des années 1920, cette influence est évidente dans certaines de ses œuvres de musique de chambre et d'orchestre, et peut-être plus clairement dans les premier et troisième mouvements de la quatrième sonate pour piano. On n'y trouve plus de textures chromatiques épaisses ni de moment d''introspection, ni même encore de tempête de doubles croches arpégées. Au lieu de cela, c'est une texture harmonique bien définie et un deuxième sujet chantant rapidement introduit.

## Structure
L'œuvre comprend trois mouvements :
1. Allegro giusto
2. Allegro quasi Andante
3. Allegro

## Analyse

### Premier mouvement
Bien qu'il n'y ait pas ce sentiment d'autobiographie apparent dans les trois premières sonates, la section centrale créée par le premier sujet traité comme un ostinato inexorable de deux mesures se construit de manière remarquablement puissante.

### Deuxième mouvement
Le mouvement central est une délicate miniature pour piano de Bax, qui a été programmée séparément par certains pianistes. Ce moment d'immobilité, indéfiniment prolongé, est créé par la pédale constante de la note sol dièse, qui génère une atmosphère magique sur laquelle Bax projette ses deux airs longuement respirés. L'amie irlandaise d'Arnold Bax, Tilly Fleischmann, pensait qu'il avait adapté son air de la chanson folklorique irlandaise Has sorrow thy young days shaded.

### Troisième mouvement
Le finale commence comme une brillante toccata avec des éléments d'une danse endiablée. Suit une section centrale plus introspective qui tente en vain de revisiter la danse avant de se lancer dans une déclaration largement romantique du thème qui est ensuite repris sous la forme d'une marche triomphale, peut-être avec des connotations du traitement de la quatrième symphonie jouée pour la première fois à peu près à la même époque. Arnold Bax termine par un retour insouciant à la musique de la toccata.

## Discographie
- Piano Works, Vol. 2, Ashley Wass (piano), Naxos, 8.557592, mai 2005.